# Eupithecia adjunctata
Eupithecia adjunctata là một loài bướm đêm trong họ Geometridae.